# Eleutherodactylus lentus
Espèce
Synonymes
- Hylodes lentus Cope, 1862
- Hylodes riisei Reinhardt & Lütken, 1863

Statut de conservation UICN

 EN B1ab(iii)+2ab(iii) : En danger
Eleutherodactylus lentus est une espèce d'amphibiens de la famille des Eleutherodactylidae.

## Répartition
Cette espèce est endémique des îles Vierges américaines. Elle se rencontre du niveau de la mer à 10 m d'altitude à Hassel, à Saint Thomas, à Saint John et à Sainte-Croix.

## Description
Les femelles mesurent jusqu'à 38 mm.

## Publication originale
- Cope, 1862 : On some new and little known American Anura. Proceedings of the Academy of Natural Sciences of Philadelphia, vol. 14, p. 151–159  (texte intégral).